# Novoměstsko
Novoměstsko je svazek obcí v okresu Žďár nad Sázavou, jeho sídlem je Nové Město na Moravě a jeho cílem je rozvoj regionu. Sdružuje celkem 29 obcí a byl založen v roce 2001.

## Obce sdružené v mikroregionu
- Bobrová
- Bobrůvka
- Bohdalec
- Borovnice
- Daňkovice
- Dlouhé
- Fryšava pod Žákovou horou
- Javorek
- Jimramov
- Kadov
- Křídla
- Křižánky
- Krásné
- Kuklík
- Líšná
- Mirošov
- Nová Ves u Nového Města na Moravě
- Nové Město na Moravě
- Nový Jimramov
- Račice
- Radešínská Svratka
- Radňovice
- Řečice
- Sněžné
- Spělkov
- Tři Studně
- Věcov
- Vlachovice
- Zubří